# Braune Mappe
Die Braune Mappe wurde auf Weisung von Alfred Rosenberg, Leiter des Reichsministerium für die besetzten Ostgebiete (RMfdbO), ab April 1941 vor dem militärischen Überfall auf die Sowjetunion von der Verwaltungsabteilung des RMfdbO unter Ludwig Runte zusammengestellt und etwa im Juli/August 1941 für den Dienstgebrauch herausgegeben. Die Mappe enthielt allgemeine rechtliche, verwaltungsorganisatorische und wirtschaftspolitische Regelungen, die als Orientierungshilfen, Richtlinien und Dienstanweisungen für die Reichskommissare, Generalkommissare und Gebietskommissare in den Zivilverwaltungen des Reichskommissariats Ostland (Teil 1 der Mappe) und Reichskommissariats Ukraine (Teil 2) formuliert wurden.
Neben der „Braunen Mappe“ existierte eine Grüne Mappe des Wirtschaftsführungsstabs Ost (WiFüStab Ost), eine „Rote Mappe“ des Wirtschaftsrüstungsamtes des OKW, eine „Gelbe Mappe“ des WiFüStabOst für die Landwirtschaftsführer sowie eine „Blaue Mappe“ als Materialsammlung des Wirtschaftsstabes Ost.

## Zuständigkeiten
Laut Rosenberg wurde die „Braune Mappe“ von den Verwaltungsabteilungen in Abstimmung mit der Politischen Abteilung des RMfdbO mit dem Ziel „einer Gesamtregelung“ zusammengestellt. Für die Leitung der Hauptabteilung Verwaltung war zu jenem Zeitpunkt Ludwig Runte, für die Leitung der Hauptabteilung Politik Georg Leibbrandt zuständig.

## Wirtschaft
Im April 1941 formulierte das Reichsministerium für die besetzten Ostgebiete wirtschaftspolitische Maßnahmen für die Zukunft, die Eingang in die „Braune Mappe“ fanden. Dabei wurde als Nahziel das „Gewinnen des gegenwärtigen Krieges“ festgelegt, wobei insbesondere die Ostgebiete effektiv zur Gewährleistung der Rohstoff- und Nahrungsversorgung Europas beitragen sollten. Laut Brauner Mappe sollte diesem Nahziel auch dann Priorität eingeräumt werden, wenn dieses mit langfristigen politischen Plänen kollidieren sollte.

## Recht und Verwaltung
Für den Dienstgebrauch herausgegeben wurde die Braune Mappe etwa im Juli/August 1941. Die rechtlichen und verwaltungsorganisatorischen Inhalte lehnten sich unmittelbar an Adolf Hitlers Führererlass vom 17. Juli 1941 an, der anlässlich der Ernennung Rosenbergs zum „Reichsminister für die besetzten Ostgebiete“ ausgestellt wurde. So kann der Mappe entnommen werden: „Der Reichsminister regiert im Auftrag des  Führers die besetzten Ostgebiete. Er kann für die gesamten Gebiete Recht setzen.“
Hinsichtlich weiterer rechtlicher sowie die Verwaltungs- und Kompetenzhierarchie betreffende Regelungen enthielt die Mappe folgende Formulierungen:
„Der Reichskommissar leitet und beaufsichtigt die gesamte deutsche Zivilverwaltung wie auch die bestehende und wieder erstehende landeseigene Verwaltung in seinem Reichskommissariat. Er kann für sein Gebiet Recht (Verordnungen) setzen, soweit nicht vom Reichsminister Recht gesetzt worden ist oder wird. Der Generalkommissar leitet die Verwaltung seines Bezirks und beaufsichtigt die Haupt- und Gebietskommissare wie auch die landeseigene Verwaltung. Der Gebietskommissar führt als untere Verwaltungsbehörde die Verwaltung seines Gebiets und beaufsichtigt die landeseigenen Behörden in unterster und in der Kreisinstanz.“